# Fred Offenhauser
Fred Offenhauser, Jr. (* 11. November 1888 in Los Angeles, Kalifornien; † 17. August 1973 ebenda) war ein US-amerikanischer Automobilingenieur und Mechaniker. Der von ihm entwickelte Offenhauser-Rennmotor mit dem Spitznamen „Offy“ dominierte jahrzehntelang die Indianapolis-500-Rennen.

## Biografie
Offenhauser, Jr. war das älteste Kind von Martha und Frederick Offenhauser. Seine Eltern waren beide gebürtige Deutsche; sein Vater war Friseur. Offenhauser war mit Ethel C. Lowery verheiratet.
Er begann seine berufliche Laufbahn 1913 im Alter von 25 Jahren in der Werkstatt von Harold Arminius Miller. Damals gewann ein Peugeot-Rennwagen, mit zwei obenliegenden Nockenwellen und vier Ventilen pro Zylinder, das Rennen der Indianapolis 500. Miller ernannte Offenhauser im Jahr 1914 zum Leiter seiner Motorenabteilung. Bob Burman setzte auf den Motor, aber der Erste Weltkrieg machte die Teilebeschaffung unmöglich. Millers Werkstatt wurde mit der Wartung des Motors beauftragt. Die Konstruktion des Motors hatte Miller und Offenhauser so beeindruckt, dass sie einen Motor, der überwiegend auf dem gleichen Prinzip basierte, konstruierten.
Im Jahre 1917 konstruierte und baute Offenhauser das berühmte Golden Submarine von Barney Oldfield.
Leo Goossen wurde 1919 in Millers Werkstatt angestellt und Offenhauser wurde Betriebsleiter. Im Jahre 1933 ging Millers Firma in Konkurs. Offenhauser kaufte von Miller die Muster sowie die Ausrüstung und begann die Motorentwicklung mit Goossen. Der Motor hatte mit 24 Siegen in 27 Jahren großen Erfolg bei den Indianapolis 500. Offenhauser selbst wurde nicht häufig in Indianapolis gesehen.
Im Jahre 1934 baute Offenhauser seinen ersten 97-Kubikzoll-Motor für die Midget-Car-Rennwagenserie.
Offenhauser verkaufte das Geschäft im Jahre 1946 an Louis Meyer und Dale Drake. Meyer und Drake setzten die Herstellung des Motors unter Verwendung des Namens Offenhauser fort.
Offenhauser starb 1973 im Alter von 84 Jahren in seiner Heimatstadt Los Angeles. Er wurde auf dem Inglewood Park Cemetery in Inglewood beerdigt.
Im Jahr 2001 wurde er in die International Motorsports Hall of Fame und im folgenden Jahr in die Motorsports Hall of Fame of America aufgenommen.